# Putaoa
Putaoa é um gênero de aranhas araneomorfas do Leste Asiático pertencentes à família Pimoidae, descrito pela primeira vez por G. Hormiga & L. Tu em 2008. Até junho de 2019, contém apenas três espécies, encontradas apenas em Taiwan e na China: P. huaping, P. megacantha e P. seediq.